# Lindmania
Lindmania Mez é um género botânico pertencente à família Bromeliaceae, subfamília Lindmanioideae.
O gênero foi nomeado em homenagem ao botânico sueco  Carl Axel Magnus Lindman (1856-1928)
Lindmania é composto por aproximadamente 40 espécies.

## Principais espécies
- Lindmania aurea L.B.Smith, Steyermark & Robinson
- Lindmania brachyphylla L.B.Smith
- Lindmania candelabriformis B.Holst
- Lindmania cylindrostachya L.B.Smith
- Lindmania gracillima (L.B.Smith) L.B.Smith
- Lindmania guianensis (Beer) Mez
- Lindmania holstii Steyermark & L.B.Smith
- Lindmania huberi L.B.Smith, Steyermark & Robinson
- Lindmania maguieri (L.B.Smith) L.B.Smith
- Lindmania marahuacae (L.B.Smith, Steyermark & Robinson) L.B.Smith
- Lindmania minor L.B.Smith
- Lindmania oliva-estevae Steyermark & L.B.Smith ex B.Holst
- Lindmania smithiana (Steyermark & Luteyn) L.B.Smith
- Lindmania steyermarkii L.B.Smith
- Lindmania wurdackii L.B.Smith
- «PPP-Index Lista completa»

## Ligações exernas
- «Espécies»
- «Etimologia»
- «FCBS Lindmania Fotos»
- «BSI Lindmania Fotos»

1. ↑  «Lindmania — World Flora Online». www.worldfloraonline.org. Consultado em 19 de agosto de 2020